# Stadion Rodina w Chimkach
Stadion Rodina – stadion piłkarski w Chimkach niedaleko Moskwy, w Rosji. Obiekt może pomieścić 5083 widzów. Od 2007 roku swoje spotkania rozgrywa na nim drużyna FK Chimki.